# オスカル・ロドリゲス
オスカル・ロドリゲス・アルナイス（Óscar Rodríguez Arnaiz，1998年6月28日 - ）は、スペイン・カスティーリャ＝ラ・マンチャ州トレド県タラベラ・デ・ラ・レイナ出身のサッカー選手。ヘタフェCF所属。ポジションはミッドフィールダー。

## クラブ経歴

### レアル・マドリード
2006年から2009年までトレド県のロス・ナバルモラレスの下部組織で過ごし、2009年7月1日にレアル・マドリードの下部組織に入団した。以降は順調にステップアップしていき、2015年からフベニールA(U-19)でプレー。フベニールAではキャプテンを務め、2016-17シーズンのコパ・デ・カンペオネス・フベニールでは決勝戦のマラガCF戦で数的不利な状況で値千金の決勝弾を決め、チームの3シーズンぶりのコパ優勝の立役者となった。2016-17シーズン、フベニールAはリーグ戦、コパ・デル・レイ・フベニールも優勝し、クラブ史上初の国内三冠を達成しており、オスカル自身はチーム得点王にも輝いた。その驚異的な活躍が認められ、2017年夏のトップチームのプレシーズン遠征に召集を受け、2017年7月24日に行われたインターナショナル・チャンピオンズ・カップ 2017のマンチェスター・ユナイテッド戦でトップチームデビューを果たした。7月27日に行われたマンチェスター・シティ戦ではチームは1-4で敗れたが、一矢を報いるスーパーゴールを挙げた。その活躍が認められ、2017-18シーズンよりカスティージャに昇格、以降も時折、トップチームの練習に参加しており、「カンテラ（下部組織）の真珠」、「未来のグティ」などと紹介されている。
2017年11月29日のコパ・デル・レイラウンド16のCFフエンラブラダ戦の2ndレグでトップチームデビュー。
2018年8月13日、経験を積むために同じマドリード州のCDレガネスにレンタル移籍。契約期間は1年間。2018-19シーズンの第4節のビジャレアルCF戦で1部デビュー、第6節のFCバルセロナ戦では勝ち越しゴールを挙げ、自身の移籍後初ゴールと共にレガネスのシーズン初勝利をもたらす値千金のゴールとなった。2019年5月31日、レンタル期間が2020年6月まで延長された事が発表された。

### セビージャ
2020年8月29日、セビージャFCと5年契約を締結したことが発表された。
2022年1月17日、ヘタフェCFにシーズン終了までのレンタル移籍。
2022年7月8日、2022-23シーズンはセルタ・デ・ビーゴへレンタル移籍することが決定した。
2023年9月1日、2021-22シーズンにもレンタルで在籍したヘタフェCFへ再びレンタル移籍すること発表され、2023-24シーズン終了時まで在籍する。